# Världsmästerskapen i gymnastik
Världsmästerskapen i gymnastik arrangeras av FIG.

## Tävlingar
| Gren                 | Tävling                                   | Första gången |
| -------------------- | ----------------------------------------- | ------------- |
| Artistisk gymnastik  | Världsmästerskapen i artistisk gymnastik  | 1903          |
| Rytmisk gymnastik    | Världsmästerskapen i rytmisk gymnastik    | 1963          |
| Trampolin            | Världsmästerskapen i trampolin            | 1964          |
| Akrobatisk gymnastik | Världsmästerskapen i akrobatisk gymnastik | 1974          |
| Aerobisk gymnastik   | Världsmästerskapen i aerobics             | 1995          |